# Castelul Charlottenburg

Castelul Charlottenburg

Intrarea în palatul Charlottenburg pe timp de noapte

Castelul Charlottenburg este un castel care a aparținut foștilor regi ai Prusiei și apoi împărați germani. Castelul se află în cartierul Charlottenburg din sectorul Charlottenburg-Wilmersdorf, Berlin, Germania.. După abolirea monarhiei, castelul se află în îngrijirea Fundației prusace pentru întreținerea castelelor și grădinilor din Berlin-Brandenburg.

## Istoric

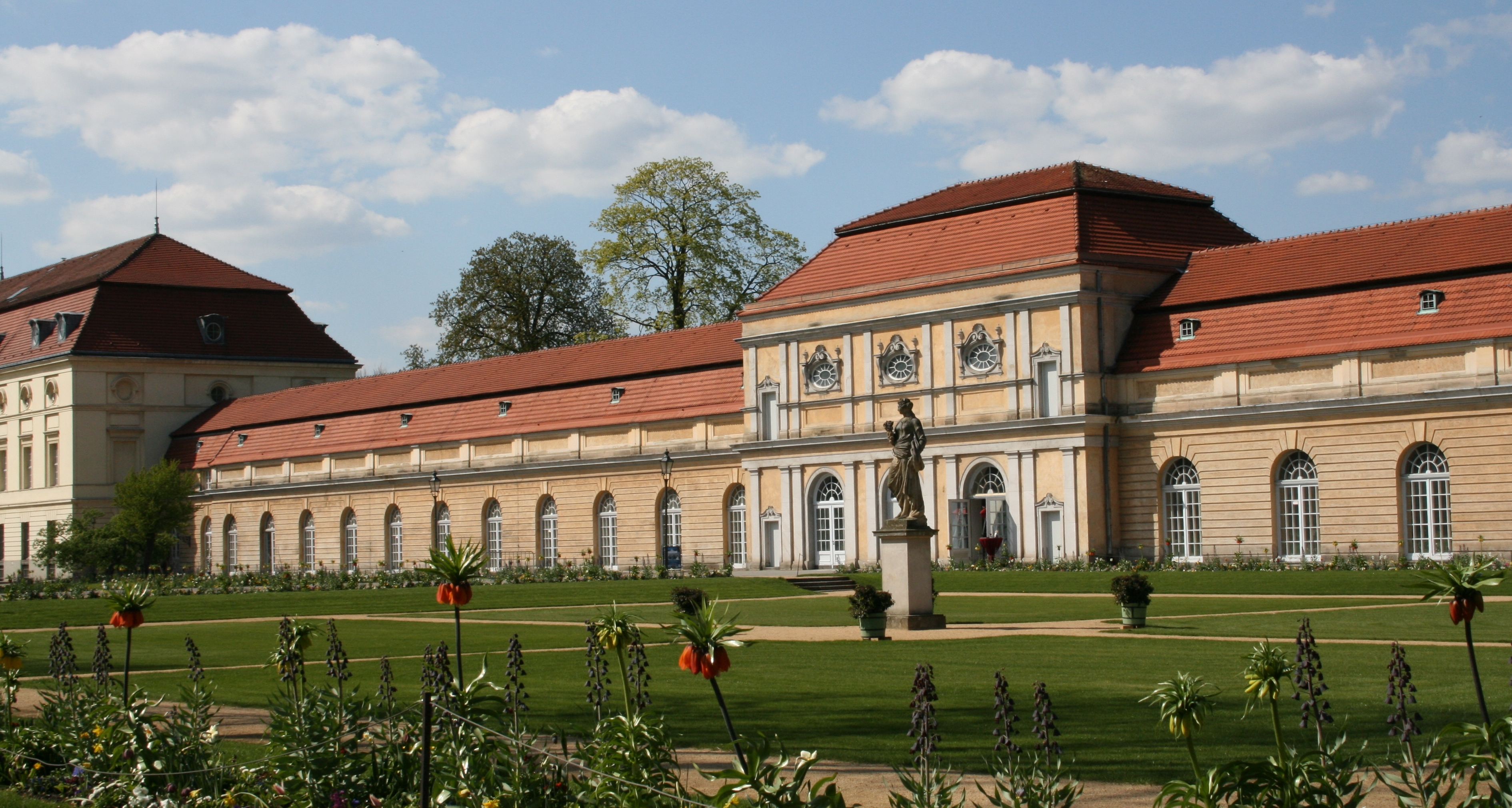
Palatul Charlottenburg, Orangerie

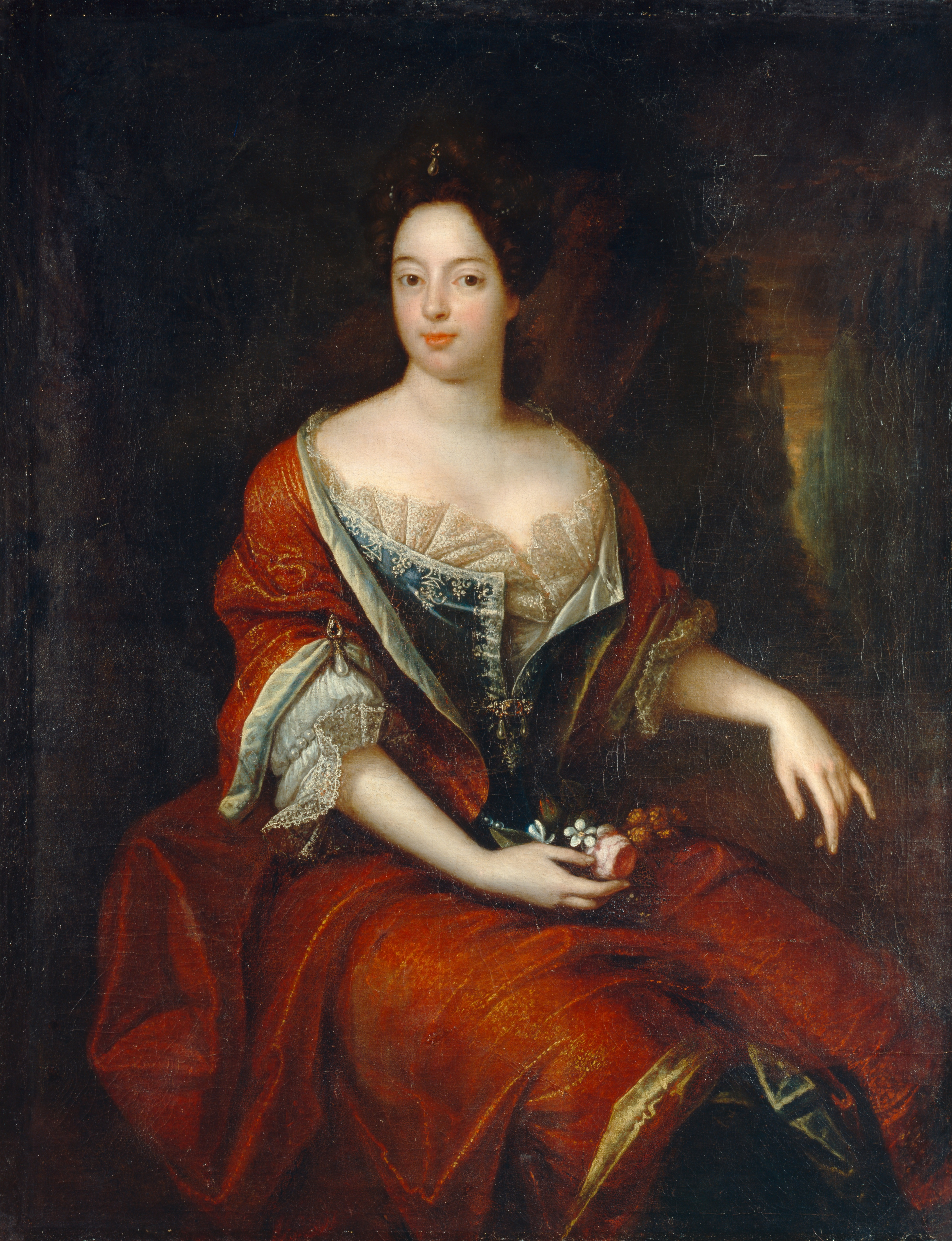
Sophie Charlotte von Hannover

Castelul a fost construit în anul 1696, pentru Sophie Charlotte de Hanovra, soția lui Frederic al III-lea, Prinț Elector de Brandenburg, ca reședință de vară. Pe atunci era situat la 7 km de Berlin.
Prințul l-a însărcinat pe arhitectul Johann Arnold Nehring cu construirea lui, dar acesta moare la câteva luni de la începerea lucrărilor. Munca lui fiind continuată de Martin Grünberg. Castelul era pe atunci mult mai mic. El a fost extins spre sud de Andreas Schlüter. După încoronarea lui Friedrich III ca rege al Prusiei, s-a continuat cu extinderea castelului. Eosander von Göthe continuă construcția castelului, clădirea având acum trei aripi. Castelul fusese inițial denumit Lützenburg, după satul din apropiere. El va fi redenumit, în anul 1705, Charlottenburg, după soția regelui, la moartea acesteia. Între anii 1709 - 1712, clădirii i se vor aduce o serie de îmbunătățiri, printre care construcția capelei și cupolei.
În timpul domniei următorului rege prusac, Friedrich Wilhelm I, „Regele Soldat”, care a dus o politică administrativă de reducere a cheltuielilor statului, castelul este complet neglijat. O parte din castel a fost dăruit de rege ca material de construcție pentru o școală . Restul a fost folosit doar în scopuri diplomatice - e.g., aici se încheie o înțelegere cu George I al Regatului Unit. După moartea regelui soldat, castelul va fi din nou refăcut de fiul lui, Frederic cel Mare, care va folosi castelul ca reședință, în amintirea bunicii sale. Tot în timpul domniei sale va fi terminat castelul Sanssouci din Potsdam.
Forma în care se află castelul azi se datorește regelui Friedrich Wilhelm II.
Castelul a fost refăcut după distrugerile suferite din timpul războiului. El este organizat ca un muzeu, aici fiind expuse o serie de opere de artă de valoare . O copie a părții centrale a castelului se poate admira la expoziția internațională din 1904 în St. Louis, SUA.

## Astăzi
Palatul și terenurile sunt o atracție majoră pentru vizitatori.
- Pentru o taxă de admitere, părți ale interiorului palatului sunt deschise vizitatorilor, inclusiv Palatul Vechi (Altes Schloss) și Noua Aripa (Neuer Flügel). Palatul Vechi conține mai multe camere cu decor baroc și include o cameră numită Cabinet de porțelan, care deține mii de obiecte de porțelan. Pe afișaj special se află bijuteriile din coroană și vasele de argint regal și fin de porțelan.
- Pentru o taxă de admitere, Mausoleul, Belvedere și Pavilionul Neue sunt deschise vizitatorilor.[5] Mausoleul conține mormintele și memoriile membrilor familiei Hohenzollern. Memorialul reginei Luise include efigia ei, care este făcută din marmură Carrara și a fost proiectată de Christian Daniel Rauch.
- De asemenea, sunt deschise publicului Belvedere, care conține o colecție de porțelan din Berlin[6] și Pavilionul Neue, care găzduiește o colecție de arte și meserii din perioada când Schinkel era activ.
- Fosta Orangery găzduiește un restaurant și o cafenea.[5] Distrus în timpul celui de-al doilea război mondial, Marea Oranjerie a fost reconstruită pe modelul clădirii baroce. Astăzi strălucește din vechea strălucire. Sala de festivaluri inundate cu lumină oferă un cadru plăcut pentru evenimente culturale, concerte și banchete.
- În plus, o mare statuie ecvestră a lui Friedrich Wilhelm I este punctul central al curții palatului. Aceasta a fost proiectată de Andreas Schlüter și a fost făcută între 1696 și 1700. Din 1703, ea se afla pe Langen Brücke (acum Rathausbrücke), dar a fost mutată într-un loc de siguranță în al doilea război mondial. La întoarcerea sa după război, șlepul care-l purta sa scufundat și nu a fost salvat până în 1949. În 1952 a fost ridicată pe locul său actual.[7]

## Literatură
- Stiftung Preußische Schlösser und Gärten Berlin-Brandenburg: Sophie Charlotte und ihr Schloss. München, London, New York 1999, ISBN 3-7913-2225-7.
- Tilo Eggeling: Die Wohnungen Friedrichs des Großen im Schloß Charlottenburg. In: Berliner Schlössern. Kleine Schriften 5. Verwaltung der Staatlichen Schlösser und Gärten, Berlin 1978.
- Klaus von Krosigk: Neobarocke Gartentendenzen im 20. Jahrhundert – Versuch einer Bilanz gartendenkmalpflegerischer Restaurierungsansätze. In: Nationalkomitee der Bundesrepublik Deutschland (Hrsg.): Die Gartenkunst des Barock. (ICOMOS – Hefte des Deutschen Nationalkomitees 28). Karl M. Lipp Verlag, München 1998, ISBN 3-87490-666-3, S. 144–157, hier: S. 150f.
- Margarete Kühn: Schloß Charlottenburg. (Denkmäler deutscher Kunst). Berlin 1955.
- Michael Seiler: Hochrangiges Gartendenkmal inmitten einer Großstadt. In: Stiftung Preußische Schlösser und Gärten in Berlin-Brandenburg (Hrsg.): Schloss Charlottenburg. Königin Sophie Charlotte und ihr Musenhof. Porticus. Besuchermagazin, Neuauflage 2003, S. 20–22.
- Martin Sperlich, Helmut Bösch-Supan, Tilo Eggeling: Der Weiße Saal und die Goldene Galerie im Schloß Charlottenburg. In: Berliner Schlössern. Kleine Schriften 1. Verwaltung der Staatlichen Schlösser und Gärten, Berlin 1986.
- Stiftung Preußische Schlösser und Gärten Berlin-Brandenburg (Hrsg.): Schloss Charlottenburg. Amtlicher Führer. 9. veränd. Aufl. Potsdam 2002.
- Folkwin Wendland: Berlins Gärten und Parke von der Gründung der Stadt bis zum ausgehenden neunzehnten Jahrhundert. (Das klassische Berlin). Propyläen, Berlin 1979, ISBN 3-549-06645-7, S. 366–376.
- Clemens Alexander Wimmer: Die Gärten des Charlottenburger Schlosses. (Gartendenkmalpflege 2). 3. Aufl. Berlin 1987.